# Владимир Поликарпов
Владимир Поликарпов (Београд, 27. новембар 1948) српски је трубач и професор на Факултету уметности Универзитета у Приштини.

## Образовање
Владимир Поликарпов је детињство провео у Совјетском Савезу, где је завршио гимназију и средњу музичку школу у класи професора Сергеја Серостанова, солисте Театра Пушкин у Москви. По повратку у Југославију завршава Музичку академију у Београду у класи проф. Димитрија Ангелова, код кога наставља и постдипломске студије.

## Каријера
Поликарпов је започео своју извођачку каријеру 1973. године, као члан Београдске филхармоније. Такође је држао реситале и наступао као солиста са оркестром.

## Педагошки рад
Поликарпов је предавао у више музичких школа у Београду ("Мокрањац", "Вучковић", "Бинички", "Ђорђевић") и Пожаревцу и био хонорарни сарадник на Факултету уметности у Звечану (2007-2009). Године 2009. изабран је за доцента за уметничку област Труба на овом факултету.
Ученици којима је предавао освојили су бројне награде на такмичењима у земљи и иностранству и наставили усавршавање на музичким академијама у Београду, Новом Саду, Звечану, Цетињу и Грацу. По завршетку школовања ангажовани су као чланови оркестара и професори музичких школа.

## Награде
Владимир Поликарпов је 2008. године добио награду Удружења музичких и балетских педагога Србије за вишегодишње изузетне педагошке резултате.